# Charlotte Verkeyn
Charlotte Fabienne Verkeyn (Oostende, 6 januari 1989) is een Belgisch Vlaams-nationalistisch politica voor de N-VA.

## Biografie
Verkeyn volgde de richting Latijn-Wetenschappen aan het Onze-Lieve-Vrouwecollege in Oostende en ging nadien rechten studeren aan de Universiteit Gent. Na het behalen van haar masterdiploma ging ze stage lopen bij de Balie van Brugge. In 2012 startte ze haar eigen praktijk als advocate in Oostende.
In oktober 2012 werd ze op 23-jarige leeftijd voor de N-VA verkozen tot gemeenteraadslid van Oostende. Na de verkiezingen van oktober 2018 kwam ze begin 2019 in het college van burgemeester en schepenen terecht als schepen van Ondernemen. In die hoedanigheid werd ze ook bevoegd voor het Economisch Huis en de Luchthaven en werd ze in januari 2019 voorzitter van de Haven van Oostende.
Bij de federale verkiezingen van 9 juni 2024 werd Verkeyn vanop de vierde plaats van de West-Vlaamse kieslijst van N-VA verkozen in de Kamer van volksvertegenwoordigers. Ze werd er lid van de commissies Financiën en Begroting en Economie, Consumentenbescherming en Digitalisering.
Bij de lokale verkiezingen van oktober 2024 behaalde ze in Oostende het op één na hoogste aantal voorkeursstemmen, waarna ze in december van dat jaar eerste schepen werd, bevoegd voor Economie en Ondernemen, Haven, Gebouwen en Sport.

## Privé
Verkeyn was gehuwd met Niels Desein, een voormalige tennisser met een aandeel in de Davis Cup. Samen hebben ze een zoontje.